# 不怕贼惦记
《不怕贼惦记》（英語：No Liar, No Cry），2011年12月9日在中国大陆上映的冒险电影。

## 剧情
本片讲述沙漠戈壁中夺宝的故事。

## 演员
| 演员   | 角色 | 备注                         |
| 吴刚   | 老裴 | 淘金人。                     |
| 张斌   | 小裴 | 淘金人，老裴的儿子。         |
| 岳秀清 | 秀嫂 | 老裴的媳妇儿。               |
| 陶为   | 陈清 | 地质博士，勘察员。           |
| 应采儿 | 西风 | 女骗子，骗子三人组成员之一。 |
| 张会忠 | 灯哥 | 过气黑老大。                 |
| 张馨予 | 青花 | 女骗子，骗子三人组成员之一。 |

## 幕后
该片由实力派演员齐上阵，第27届中国电影金鸡奖最佳男演员的吴刚是男一号主演。
该片拍摄于新疆维吾尔自治区，气候条件异常艰苦，饭吃慢了都会布满风沙。

## 外部连接
- 豆瓣电影上《不怕贼惦记》的資料 （简体中文）
- 时光网上《不怕贼惦记》的資料（简体中文）
- 互联网电影数据库（IMDb）上《不怕贼惦记》的资料（英文）